# 가지마 노보루
가지마 노보루(鹿島昇, 녹도승, 1925년 ~ 2001년)는 일본의 요코하마 출신 변호사이자 한문 번역가.

## 학력
- 와세다 대학 법학부

## 번역서
- 환단고기(桓檀古記):실크로드 흥망사[1]